# Kurfiřtský kraj

Členění Kurfiřtského kraje na mapě Homannových dědiců z r. 1752

Kurfiřtský kraj (německy Kurkreis) byl v letech 1423/1527–1806 historickým územím a administrativní jednotkou Saského kurfiřtství, od jehož držby byl odvozován kurfiřtský hlas rodu Wettinů na říšském sněmu Svaté říše římské. Kurfiřtský kraj vznikl přivtělením bývalého Sasko-wittenberského kurfiřtství k Míšeňskému markrabství, drženého rodem Wettinů.

## Vznik a dějiny
Kurfiřtský kraj navazoval na bývalé Sasko-wittenberské vévodství, držené rodem Askánců, kterému císař Karel IV. ve zlaté bule r. 1356 definitivně přiznal kurfiřtskou hodnost. Když v r. 1422 zemřel poslední askánský kurfiřt, Albrecht III., přiřkl 6. ledna 1423 císař Zikmund jeho vévodství i kurfiřtskou hodnost jako odumřelé říšské léno Fridrichu IV. Wettinskému, zvaný Bojovný (der Streitbare) panujícímu v sousedním Míšeňsku (zároveň s tím získal Fridrich také území tzv. Saského falckrabství). Dědické nároky askánských příbuzných ze sasko-lauenburské větve byly odmítnuty a Fridrich se jako Fridrich I. stal novým kurfiřtem. Zikmund Lucemburský upřednostnil Fridricha před sasko-lauenburskými vévody jednak z vděčnosti za jeho pomoc při křížové výpravě proti českým husitům r. 1420 a také proto, aby na severozápadní hranici Čech vznikla dostatečně silná protihusitská hráz v podobě mocného státu. Kurfiřtský kraj, nazývaný tak od správní reformy v r. 1527, zůstal v držení Wettinů až do zániku říše, měnily se ovšem rodové větve, které ho měly v držení. Altenburským dělením rodových zemí r. 1445 obdržel Kurfiřtský kraj a východnější oblasti kolem Míšně a Drážďan kurfiřt Fridrich II., zatímco země v Durynsku a ve Frankách jeho mladší bratr, vévoda Vilém III. Po opětovném sjednocení obou rodových linií došlo r. 1485 k trvalejšímu Lipskému dělení, kdy Kurfiřtský kraj spolu s úřadem převzal kurfiřt Arnošt, zakladatel větve Ernestinů, který Kurfiřtský kraj naopak připojil k západní, durynské části rodových držav a za své sídlo zvolil Torgau, těsně za jižní hranicí Kurfiřtského kraje. Střídavě sídlil ale i v centru vlastního kraje, ve Wittenberku a v durynském Eisenachu. Arnoštův mladší bratr, vévoda Albrecht III., zakladatel albertinské větve Wettinů, zdědil Míšeňské markrabství a sídlil v Drážďanech. Protože Arnoštův potomek, Jan Fridrich I., zvaný Velkomyslný (něm. der Großmütige) byl pro svou účast ve šmalkaldské válce označen císařem Karlem V. za zrádce, jeho rod ztratil po tzv. Wittenberské kapitulaci r. 1547 mnohá území včetně Kurfiřtského kraje a kurfiřtského úřadu, který se k němu vázal. Obojí přešlo na vévodu Mořice I. z albertinské linie rodu, čímž došlo k definitivnímu spojení drážďanského dvora s kurfiřtskou hodností. Po zániku Svaté říše římské, zrušení kurfiřtských úřadů a následném povýšení Saska na království r. 1806 pozbyl název Kurfiřtský kraj svůj smysl a navíc Sasko, jako člen Rýnského spolku, ovládaného Napoleonem, muselo dbát na dodržování nařízení o zániku všech hodností, názvů a titulů, odkazujících na bývalou Svatou říši. Proto byl Kurfiřtský kraj r. 1807 přejmenován na Wittenberský kraj. Protože bylo Sasko spojencem Napoleona, bylo na Vídeňském kongresu tvrdě potrestáno ztrátou mnoha území včetně Wittenberského kraje, která převzalo Prusko, které z Wittenberského kraje a dalších území vytvořilo tzv. Provincii Sasko (něm. Provinz Sachsen).

## Správní členění a politicko-historický význam
Kurfiřtský kraj připadl Míšeňsku původně jako v podstatě jednolité území. Roku 1527 však došlo v ernestinském Kurfiřtském Sasku ke správní reformě, která byla následkem odstoupení mnoha území r. 1553 přenesena i na země albertinské (drážďanské) linie. Sasko bylo rozděleno na čtyři, později sedm krajů (německy Kreise), které se dále dělily na okresy (něm. Ämter). Kurfiřtský kraj sestával od r. 1527 z následujících okresů:
- Krajský okres (Kreisamt) Wittenberg (včetně okresů Zahna a Trebitz)
- okres (Amt) Belzig
- okres Bitterfeld (v. l. 1656–1738 součást Sasko-merseburského vévodství)
- okres Gräfenheinichen
- okres Seyda
- okres Schweinitz
- okres Pretzsch
- okres Annaburg (do r. 1573 zv. okres Lochau)
- okres Schlieben
- okres Liebenwerda
- okres Gommern (spojen s okresem Elbenau)
- okres Walternienburg (část Hrabství Barby, v l. 1659 až 1815 udělen jako saské léno anhaltským knížatům, do r. 1796 v Anhaltsku-Zerbstsku, poté v Anhaltsku-Desavsku)
- Hrabství Barby (do r. 1497 Svobodné panství Barby, (znovu)spojeno se Saskem r. 1659, v l. 1659–1746 součást vévodství Sasko-Weißenfels)
- Stavovské panství Sonnewalde (do r. 1477 součást Dolní Lužice, pak koupí připojeno k budoucímu Kurfiřtskému kraji)
- Stavovské panství Baruth

Politické změny kolem Wittemberské kapitulace se vnitřního územního členění ani vnějších hranic Kurfiřtského kraje nijak nedotkly a kraj přešel celý od Ernestinů k Albertinům. Při zřízení Wittenberského kraje r. 1807 muselo Sasko na Napoleonův příkaz odstoupit Hrabství Barby a okres Gommern Vestfálskému království.
S bývalým Sasko-Wittenberským vévodstvím a následně s Kurfiřtským krajem byla pevně spojena kurfiřtská hodnost a arciúřad říšského maršálka. Předáním vévodství Wettinům r. 1423 a Wittenberskou kapitulací r. 1547 se název Sasko natrvalo rozšířil a ujal pro oblast kolem Drážďan, s níž je dnes obvykle spojován, často bez znalosti lokace původního Saska v dnešním Dolním Sasku a bez znalosti historických souvislostí. Spolu se Sasko-Wittenberskem získali také Wettinové, dosud pouze lankrabata durynská a markrabata míšeňská, titul "vévoda saský". Od té doby je v rodě Wettinů tento titul užíván všemi členy rody i v případě, že dotyčná větev vůbec Kurfiřtský kraj neměla v držení (jako např. v případě tzv. Ernestinských vévodstvích) nebo v případě, že onen člen rodu Wettinů byl jen nevládnoucím princem. Pouze titul a úřad kurfiřta byl důsledně vázán na držitele Kurfiřtského kraje a hlavu příslušné větve rodu. Pruská "Provincie Sasko", vzniklá z sloučením Wittenberského kraje a dalších území, existovala v letech 1815–1944 a položila ideové základy k užívání názvu "Sasko" v názvu východoněmecké Země Sasko-Anhaltsko krátce existující v l. 1949–1952 a především v názvu Spolkového státu Sasko-Anhaltsko, vzniklého r. 1990.